# لسلی اوگوچوکو
لسلی اوگوچوکو (انگلیسی: Lesley Ugochukwu؛ زادهٔ ۲۶ مهٔ ۲۰۰۴) بازیکن فوتبال اهل فرانسه است که برای باشگاه چلسی بازی می‌کند.
وی همچنین در تیم ملی فوتبال زیر ۱۸ سال فرانسه بازی کرده‌است.